# Rifugio Sette Selle
Il rifugio Sette Selle è un rifugio situato nel comune di Palù del Fersina in alta val dei Mocheni, in val Laner, nella catena del Lagorai, a 1.978 m s.l.m.
Il rifugio si trova ai piedi della cima denominata cima Sette Selle (2394 m).
Il rifugio presenta, sugli scuri, i colori della S.A.T. (il bianco e l'azzurro).

## Storia
Il rifugio è stato inaugurato nel 1975. È stato realizzato dai soci della sezione SAT di Pergine Valsugana. Nel 2006 il rifugio è stato ristrutturato per rispettare le esigenze delle normative vigenti in materia di igiene, salvaguardia della natura, rispetto dell'ambiente e funzionalità del rifugio stesso.

## Accessi
Il  rifugio è facilmente raggiungibile partendo da Palù del Fersina (valle dei Mocheni).
Gli accessi principali al Rifugio Sette Selle sono:
- dalla frazione Frotten (m 1540) di Palù del Fersina con il sentiero 343 (ore 1.30) e il sentiero 343 bis (ore 1.40) con parcheggio a pagamento giornaliero di € 6,00 tutto l'anno.
- oppure dal paese, itinerario consigliato, con parcheggio libero sotto al campo sportivo, si accede al sentiero che costeggia il torrente Fersina in un suggestivo paesaggio immerso nel verde che raggiunge la frazione Frotten in 20 minuti.